# Скугмар, Адриан
Адриан Сиам Скугмар (швед. Adrian Siam Skogmar; род. 23 ноября 2005) — шведский футболист, полузащитник «Мальмё».

## Клубная карьера
Является воспитанником «Мальмё». В ноябре 2022 года был переведён в юношескую команду клуба до 19 лет. В начале июля впервые попал в заявку на официальный матч основной команды против «Сириуса». В этом матче Скугмар появился на поле на 86-й минуте вместо Оскара Левицки.

## Клубная статистика
| Выступление      | Выступление      | Выступление      | Лига | Лига | Кубки | Кубки | Конт. кубки | Конт. кубки | Итого | Итого |
| Клуб             | Лига             | Сезон            | Игры | Голы | Игры  | Голы  | Игры        | Голы        | Игры  | Голы  |
| ---------------- | ---------------- | ---------------- | ---- | ---- | ----- | ----- | ----------- | ----------- | ----- | ----- |
| Мальмё           | Алльсвенскан     | 2023             | 5    | 0    | 1     | 0     | 0           | 0           | 6     | 0     |
| Мальмё           | Итого            | Итого            | 5    | 0    | 1     | 0     | 0           | 0           | 6     | 0     |
| Всего за карьеру | Всего за карьеру | Всего за карьеру | 5    | 0    | 1     | 0     | 0           | 0           | 6     | 0     |